# Йер (кантон)
Йер (фр. Hyères) — кантон на юго-востоке Франции, в регионе Прованс — Альпы — Лазурный Берег (департамент — Вар, округ Тулон). Кантон образован 22 марта 2015 года в качестве административного центра для части единственной коммуны округа Тулон департамента Вар, которая ранее целиком входила с состав кантона Ла-Кро.

## Историческая справка
Кантон Йер — новая единица административно-территориального деления Франции (департамент Вар, округ Тулон), созданная декретом от 27 февраля 2014 года. Новая норма административного деления вступила в силу на первых региональных (территориальных) выборах (новый тип выборов во Франции). Таким образом, единые территориальные выборы заменяют два вида голосования, существовавших до сих пор: региональные выборы и кантональные выборы (выборы генеральных советников). Первые выборы такого типа, на которых избирают одновременно и региональных советников (членов парламентов французских регионов) и генеральных советников (членов парламентов французских департаментов) состоялись в Йере 22 марта 2015 года. Эта дата официально считается датой создания нового кантона. Начиная с этих выборов, советники избираются по смешанной системе (мажоритарной и пропорциональной). Избиратели каждого кантона выбирают Совет департамента (новое название генерального Совета): двух советников разного пола. Этот новый механизм голосования потребовал перераспределения коммун по кантонам, количество которых в департаменте уменьшилось вдвое с округлением итоговой величины в соответствии с условиями минимального порога вверх до нечётного числа. В результате пересмотра общее количество кантонов департамента Вар в 2015 году уменьшилось с 43 до 23.
Советники департаментов избираются сроком на 6 лет. Выборы территориальных и генеральных советников проводят по смешанной системе: 80 % мест распределяется по мажоритарной системе и 20 % — по пропорциональной системе на основе списка департаментов. В соответствии с действующей во Франции избирательной системой для победы на выборах кандидату в первом туре необходимо получить абсолютное большинство голосов (то есть больше половины голосов из числа не менее 25 % зарегистрированных избирателей). В случае, когда по результатам первого тура ни один кандидат не набирает абсолютного большинства голосов, проводится второй тур голосования. К участию во втором туре допускаются только те кандидаты, которые в первом туре получили поддержку не менее 12,5 % от зарегистрированных и проголосовавших «за» избирателей. При этом, для победы во втором туре выборов достаточно простого большинства (побеждает кандидат, набравший наибольшее число голосов).

## Состав кантона
Новый кантон сформирован в составе округа Тулон на территории части одноимённой коммуны, которая ранее была распределена между тремя кантонами: Йер-Ист, Йер-Ост (остальная часть которой осталась в составе кантона Ла-Кро).
С марта 2015 года площадь кантона — 132,38 км², включает в себя бо́льшую часть коммуны Йер, население — 47 698 человек (из общей численности населения коммуны, равной 55 402 человека), плотность населения — 360,31 чел/км² (по данным INSEE, 2012).
| Коммуна | Французское название | Площадь, км²                      | Население, чел. (2012)         |
| ------- | -------------------- | --------------------------------- | ------------------------------ |
| Йер     | Hyères               | Кантон: — 132,38 (всего — 132,28) | Кантон: 47 698 (всего: 55 402) |